# 陳奇瑜
陳奇瑜（1590年—1648年），字正學，别號玉鉉，山西保德州人。明朝政治人物，萬曆丙辰進士，崇禎時總督五省軍務，圍剿農民軍，招降失策被革。清初，因蓄髮被殺。

## 生平
萬曆十八年（1590年）九月初九日生。萬曆四十年（1612年）中式壬子科郷試舉人，萬曆四十四年（1616年）廷試三甲一百九名進士。大理寺觀政。初任河南洛陽縣知县。天啟二年（1622年），擢禮科給事中。楊漣劾魏忠賢二十四重罪，奇瑜亦抗疏力詆。天啓六年（1626年），七年出為陝西副使，升河南右参政、信陽兵备。崇祯二年升河南右布政使，四年升陕西左布政使，五年擢至右僉都御史，巡撫延綏；崇祯五年，討斬辖区内盜魁，略盡，威名著關、陝。崇祯六年（1633年）升兵部右侍郎兼右佥都御史、总督河南、山东、陕西、湖廣、保定等处（五省总督），崇祯七年，三月，南京右都御史唐世济言：“流寇有四：一乱民、一驿卒、一饥黎、一难氓；宜分别剿抚。”崇禎命陈奇瑜執行。崇祯七年（1634年）二月，陈奇瑜任五省总督，剿山西、陕西、河南、湖广、四川境内流贼，四个月内陈奇瑜组织打了二十三仗，全部获胜。
崇禎七年（1634年）六月，陳奇瑜與盧象昇會兵於上津。當時農民軍各部多入漢南，陳奇瑜乃引軍西向，約會陝西、鄖陽、湖廣、河南四巡撫圍剿漢南農民軍。農民軍高迎祥、張獻忠、羅汝才、李自成等部見明軍雲集，竟誤走興安（今陝西省石泉以東的漢江流域）車箱峽。峽谷之中為古棧道，四面山勢險峻，易入難出，实为奇瑜所设圈套。唯一出口為明軍所截。情勢危殆。
當時連下二十多天大雨，被困的農民軍馬疲食盡，李自成用顧君恩詭計詐降，奇瑜不从，復以重金計誘奇瑜左右及諸將。轉達降意。奇瑜見賊眾被困，漸有驕色，便命他面縛出降。李自成竟自縛雙手，大膽出降，叩首奇瑜馬前，哀乞免死。奇瑜檢閱諸賊，共得三萬六千餘人，悉數遣歸原籍。每賊百名，用一安撫官押送，並且命所過州縣，給發餱糧。賊眾出峽離開大軍，差不多有數十里之遠，李自成突起，刺殺安撫官，餘賊也一同下手，把所有安撫官五十多人，盡行殺斃。七月，起義軍從車箱峽脫圍者計三萬六千餘人。起義軍脫圍後，沿途殘戮，飽掠而西，關中大震。給事中顧國寶劾奇瑜輕敵誤國。陈奇瑜上疏委罪练国事。练国事上疏自解：“汉南贼尽入栈道，奇瑜檄止兵，臣未知所抚实数。及见奇瑜疏，八大王部万三千人，蝎子块部万五百余人，张妙手部九千一百余人，八大王又一部八千三百余人，臣不觉仰天长叹。夫一月之内，抚强寇四万余，尽从栈道入内地，食饮何自出，安得无剽掠？且一大帅将三千人，而一贼魁反拥万余众，安能受纪律？即籍口回籍，延安州县骤增四万余人，安集何所？合诸征剿兵不满二万，而降贼逾四万，岂内地兵力所能支，宜其连陷名城而不可救也。若咎臣不堵剿，则先有止兵檄也；若云贼已受抚，因误杀使人致然，则未误杀之先，何为破麟游、永寿。”陳奇瑜被逮捕下獄。奇瑜既罷，即命三邊總督洪承疇兼督河南、山西、湖廣軍務。
崇禎九年（1636年）六月谪戍边。崇祯十七年（1644年）南明福王（弘光帝）立，召为东阁大学士，道远未赴。清顺治五年（1648年），以蓄发被殺，卒葬故城新坟。

## 家族
曾祖陈禄，教谕。祖父陳來，舉人，知县。父陈克蓋，經歷。

## 延伸阅读
[在维基数据编辑]
 《明史卷二百六十》，出自《明史》